# Campeonato Mundial de Rugby M19 División A de 1981
El Campeonato Mundial de Rugby M19 de 1981 se disputó en España y fue la décima tercera edición del torneo en categoría M19.

## Equipos participantes
- Selección juvenil de rugby de Alemania Occidental
- Selección juvenil de rugby de España
- Selección juvenil de rugby de Francia
- Selección juvenil de rugby de Italia
- Selección juvenil de rugby de Marruecos
- Selección juvenil de rugby de Portugal
- Selección juvenil de rugby de Rumania
- Selección juvenil de rugby de Unión Soviética

## Posiciones finales
| Pos | Equipo              |
| --- | ------------------- |
|     | Francia             |
|     | España              |
|     | Italia              |
| 4   | Rumania             |
| 5   | Unión Soviética     |
| 6   | Portugal            |
| 7   | Alemania Occidental |
| 8   | Marruecos           |

### Campeón
| Bandera de Francia   |
| Campeón Francia      |
| Décimo primer título |